# Lenço Farroupilha

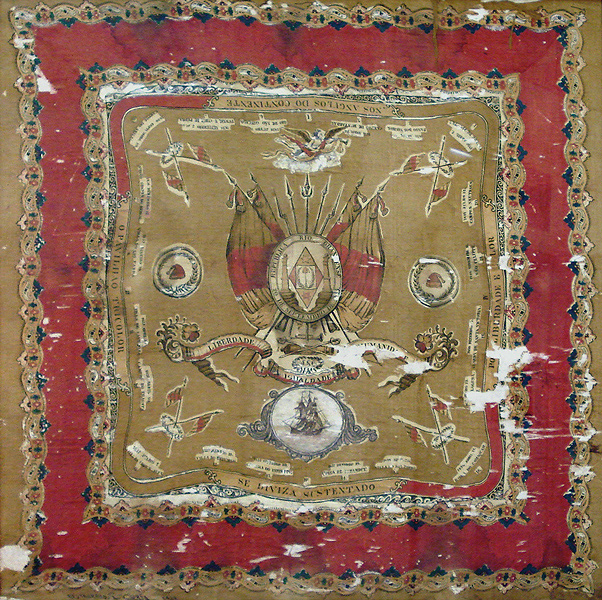
Lenço Farroupilha

Os lenços farroupilhas são um dos símbolos do estado do Rio Grande do Sul, por conter o brasão de armas. O primeiro lenço farroupilha foi encomendado desde Montevidéu para uma confecção nos Estados Unidos por Bernardo Pires, apontado como o autor dos desenhos. Após ter sido queimada a primeira remessa no Rio Grande, outros chegaram a 3 de dezembro de 1843 ao acampamento volante das forças republicanas em terras de Manuel de Moura, nos campos de Piratini. Em todos aparecem a sigla S. G. C. ("Salve Grande Continente", segundo Alfredo Varela). Um exemplar posterior foi confeccionado na Europa (França ou Alemanha) e apenas foi remetido após assinada a paz. O lenço vermelho significa o sangue derramado e o branco é de paz.